# Бебрава
Бебрава (словац. Bebrava) — река в Словакии, протекает по Тренчинскому и Нитранскому краям. Правый приток Нитры. Длина реки — 46,68 км, площадь водосборного бассейна — 630,54 км²:47.
Берёт начало севернее деревни Чьерна-Легота и течёт на юг. Выходя из гор протекает через город Бановце-над-Бебравоу и течёт несколько поодаль вдоль железной дороги. Впадает в Нитру вблизи города Топольчани.